# Хајн (Лојбатал)
Хајн (њем. Hain) општина је у њемачкој савезној држави Тирингија. Једно је од 61 општинског средишта округа Грајц. Према процјени из 2010. у општини је живјело 69 становника. Посједује регионалну шифру (AGS) 16076024.

## Географски и демографски подаци
Хајн се налази у савезној држави Тирингија у округу Грајц. Општина се налази на надморској висини од 340 метара. Површина општине износи 2,7 km². У самом мјесту је, према процјени из 2010. године, живјело 69 становника. Просјечна густина становништва износи 25 становника/km².